# Leif Sjöström
Leif Johan Sjöström (født 21. januar 1958 i Malax, død 2. februar 2012) var en finlandssvensk tegner, journalist og manuskriptforfatter.
Som tegner var Leif Sjöström mest kendt for sin tegneserie Folkets Dagblad, en dagspolitisk serie som regelmæssigt indgår i Vasabladet, Västra Nyland og Åbo Underrättelser. Folkets Dagblad er også udkommet årligt i bogform siden begyndelsen i 1991.
I efteråret 2004 havde Leif Sjöström og Folkets Dagblad sin egen udstilling i rigsdagshusets bibliotek.
Leif Sjöström var redaktør ved Österbottniska Posten i årene 1982-84 ocg var fra 1984 ansat ved Vasabladet. 1995-96 skrev han tv-manuskript til Vill ni se på stjärnor i samarbejde med Birger Thölix. Han medvirkede også som manuskriptforfatter i Wasateaterets revy Vind i seklet i 2000.
Han samarbejdede med Juha Ruusuvuori som illustrator i Ruusuvuoris bøger om Svenskfinland, Muukalainen Muumilaaksossa 2005 og Muukalainen Rantaruotsissa 2010. Den sistnævnte udkom i svensk oversættelse 2011 med titelen Upptäcktsresande bland kustsvenskar.
I 1992 tildeltes han Topeliuspriset for sin journalistik, i 1997 fik han førsteprisen i Onni V. Tuiskustiftelsens konkurrence for finske avistegnere og i 2002 modtog han den österbottniske litteraturpris Choraeus-priset.